# 鮑文弘
鲍文弘（？—？），字士可，號碧亭，江西饶州府浮梁县人。

## 生平
崇祯十二年（1639年）己卯科江西乡试举人，崇祯十三年（1640年）庚辰科進士，刑部观政。本年授惠州府推官，活疑狱甚衆。时土宼窃发，设计讨平之。居乡敦尚儒雅，诱进后学，凡邑利弊，悉力言于当事，人皆德之。